# مذبحة ميرغوسونو

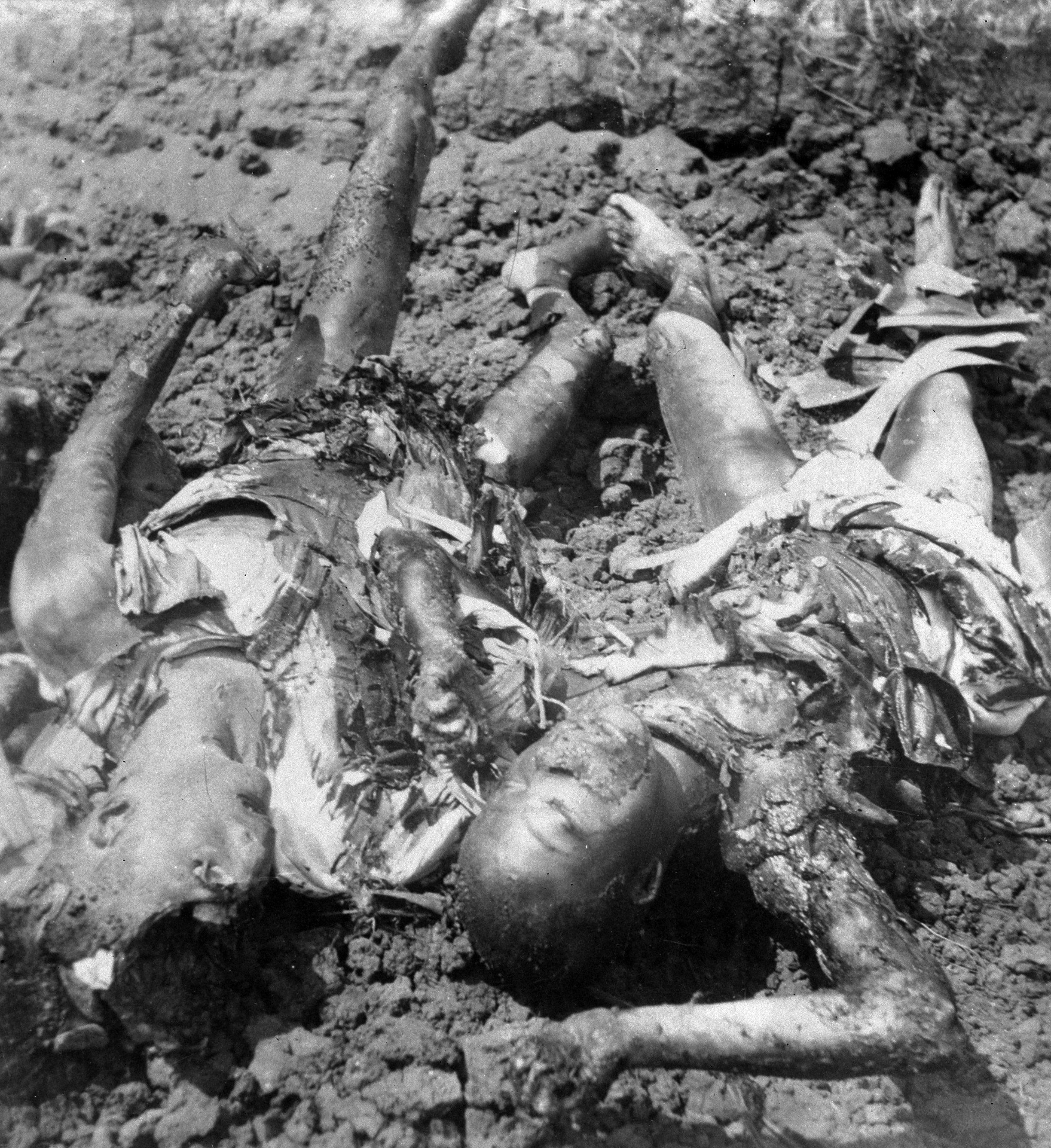
مقبرة جماعية في مالانغ

مذبحة ميرغوسونو (بالإندونيسية: Tragedi Mergosono) مجزرة ارتكبها الثوار الإندونيسيون ضد أفراد الجالية الصينية من ميرغسونو في مالانغ في جاوة الشرقية، في 31 يوليو 1947 أثناء الثورة الوطنية الإندونيسية. بعد شبهة قيامهم بالتجسس لصالح السلطات الاستعمارية الهولندية تم إلقاء القبض على 30 رجلاً وامرأة صينيا وتعذيبهم وحرقهم، قبل دفنهم في مصنع سابق للمعكرونة. تم استخراج الجثث وتم دفنها في مقبرة جماعية في 3 أغسطس من نفس العام. تم تقديم أسماء 22 ضحية، ولا تزال هويات الضحايا الستة الباقين غير معروفة.